# Lincoln Challenger
Il Lincoln Challenger è un torneo professionistico maschile di tennis giocato su campi in cemento. Inaugurato nel 1978 come parte dell'ATP Challenger Series, è stato dismesso dopo la seconda edizione disputata l'anno successivo. Ripristinato nel 2024 e inserito nell'ATP Challenger Tour, si gioca al Sid and Hazel Dillon Tennis Center di Lincoln, negli Stati Uniti.

## Albo d'oro

### Singolare
| Anno       | Campione       | Finalista     | Punteggio     |
| ---------- | -------------- | ------------- | ------------- |
| 1978       | John Sadri     | Kevin Curren  | 6–3, 6–2      |
| 1979       | Matt Mitchell  | Peter Rennert | 6–4, 6–2      |
| 1980- 2023 | Non disputato  | Non disputato | Non disputato |
| 2024       | Jacob Fearnley | Coleman Wong  | 6–4, 6–2      |

### Doppio
| Anno       | Campioni                    | Finalisti                  | Punteggio     |
| ---------- | --------------------------- | -------------------------- | ------------- |
| 1978       | Keith Richardson John Sadri | Richard Meyer Horace Reid  | 4–6, 6–3, 7–5 |
| 1979       | Joel Bailey Bruce Kleege    | Steve Denton Peter Rennert | 0–6, 6–4, 6–4 |
| 1980- 2023 | Non disputato               | Non disputato              | Non disputato |
| 2024       | Robert Cash James Tracy     | Ariel Behar Luke Johnson   | 7–6(6), 6–3   |